# Uijeongbu
Uijeongbu (kor. 의정부) ist eine Stadt in der südkoreanischen Provinz Gyeonggi-do. Sie grenzt im Westen und Norden an Yangju, im Norden an Pocheon, im Osten an Namyangju und im Süden an die Hauptstadt Seoul. 
Uijeongbu ist mit Seoul durch die Linie 1 und (der südliche Dong Jang-am) die Linie 7 der U-Bahn Seoul verbunden.
Da die Stadt zwischen Seoul und der nahen Grenze zu Nordkorea liegt, befinden sich viele koreanische und US-amerikanische Stützpunkte zur Verteidigung der Hauptstadt in diesem Gebiet. Die 2. US-Infanteriedivision hat ihr Hauptquartier hier, der Hauptteil der Truppen ist aber in Dongducheon stationiert. Durch ihre Frontlage wurde die Stadt – in den Fünfzigern noch ein kleines Dorf im Wesentlichen aus improvisierten Baracken – auch zum Schauplatz der Fernsehserie M*A*S*H erwählt.
Die Stadt ist auch bekannt für den Eintopf Budaejjigae. Hier gibt es eine Budaejjigae Street, in der viele auf das Gericht spezialisierte Restaurants konzentriert sind.

## Partnerstädte
- Richmond (USA) seit dem 23. März 1995
- Dandong (Volksrepublik China) seit dem 25. Juni 1996

Außerdem ist die Stadt seit dem 2. November 1989 mit Shibata in Japan befreundet.

## Administrative Unterteilung
Uijeongbu ist in 15 Dong unterteilt, die wiederum in 448 Tong unterteilt sind, die letztlich in 2647 Ban unterteilt sind. Die Dong sind:
| - Uljeongbu 1-dong (의정부1동) - Uljeongbu 2-dong (의정부2동) - Uljeongbu 3-dong (의정부3동) - Howon 1-dong (호원1동) - Howon 2-dong (호원2동) - Jang-am-dong (장암동) - Sin-gok-1-dong (신곡1동) - Sin-gok-2-dong (신곡2동) | - Songsan-1-dong (송산1동) - Songsan-2-dong (송산2동) - Jageum-dong (자금동) - Ganeung-1-dong (가능1동) - Ganeung-2-dong (가능2동) - Ganeung-3-dong (가능3동) - Nokyang-dong (녹양동) |

## Persönlichkeiten
- Lee Kang-seok (* 1985), Eisschnellläufer
- Taeyang (* 1988), Sänger
- Lee Ju-mi (* 1989), Radsportlerin
- Oh Jae-suk (* 1990), Fußballspieler
- Ahn Joon-soo (* 1998), Fußballspieler
- Kang Min-hyuk (* 1999), Badmintonspieler
- Jung Seong-bin (* 2007), Fußballspieler